# 锁江羌族乡
锁江羌族乡，是中华人民共和国四川省绵阳市平武县下辖的一个乡镇级行政单位。2019年12月，撤销大印镇，将其所属行政区域划归锁江羌族乡管辖，锁江羌族乡人民政府驻政府街16号。

## 行政区划
锁江羌族乡下辖以下地区：
江东村、锁江村、水口村、花桥村、两河村、凤阳村、槐窝村、渔洞村、坝子村和五星村。